# Digitální kurátorství
Digitální kurátorství slouží po delší časový úsek k zaznamenávání a ukládání digitálních dat. Jedná se o termín využívaný v oblasti interdisciplinárního výzkumu, praxe a trendy, kterými se snaží zlepšovat, přidávat a rozvíjet digitální majetkovou hodnotu pro nynější a budoucí uživatele. Digitální data potřebují péči, s kterou souvisí tvorba nových z již existujících dat k zachování jejího původního účelu, aby nedošlo k nenávratné ztrátě.

## Vysvětlení pojmu kurátor
Pojem kurátor (z latinského curator) znamená opatrovník nebo správce. Tato osoba vytváří sbírky, z částí jeden celek, objektů. Divákovi předává pomocí kontextu a významu, který vytvoří, také zážitek i nevědomě a tím může ovlivnit další přemýšlení. U klasické výstavy to může být například rozmístění děl, výběr tématu, pořadí a obrazy.

## Základní principy a činnosti
Termín „digitální kurátorství“ byl poprvé použit v oblasti e-science a biologických věd jako prostředek k rozlišení doplňkové řady činností, které běžně používají kurátoři knihoven a muzeí, aby přidali hodnotu svým sbírkám a umožnili jejich opětovné použitíod menšího dílčího úkolu prostého uchování dat, podstatně stručnějšího archivního úkolu.  Navíc historické chápání pojmu „ kurátor “ vyžaduje více než pouhou péči o sbírku. 

### Principy
Povolání digitálního kurátora se většinou řídí pěti zásadami:
- Spravujte celý životní cyklus digitálního aktiva od narození po odchod do důchodu.[7]
- Vyhodnoťte a vyřaďte aktiva pro zahrnutí do sbírky. [7]
- Aplikujte metody uchování k posílení integrity a opětovné použitelnosti aktiv pro budoucí uživatele. [7]
- Jednejte proaktivně po celou dobu životního cyklu aktiv, abyste přidali hodnotu jak digitálnímu aktivu, tak sbírce. [7]
- Usnadněte uživatelům odpovídající stupeň přístupu. [7]

### Metodologie
Následující postupy životního cyklu, které nabízí Digital Curation Center jsou pro uvedení předchozích principů do praxe:
Sekvenční akce:
- Konceptualizovat: Zvažte, jaký digitální materiál budete vytvářet, a rozviňte možnosti úložiště. Vezměte v úvahu webové stránky, publikace, e-maily a další typy digitálního výstupu. [8][9]
- Vytvořit: Vytvořte digitální materiál a připojte všechna relevantní metadata , obvykle čím více metadat, tím dostupnější informace. [8][9]
- Vyhodnoťte a vyberte: Nahlédněte do prohlášení o poslání instituce nebo soukromé sbírky a určete, která digitální data jsou relevantní. Mohou existovat také právní pokyny, které budou řídit proces rozhodování pro konkrétní sbírku. [8]
- Ingest: Odešlete digitální materiál do předem určeného úložného řešení. Může se jednat o archiv, úložiště nebo jiné zařízení. [8][9]
- Opatření pro uchování: Použijte opatření k zachování integrity digitálního materiálu. [8]
- Uložit: Zabezpečit data v rámci předem určeného úložiště. [8][9]
- Přístup, použití a opětovné použití: Určete úroveň přístupnosti pro řadu vytvořených digitálních materiálů. Některé materiály mohou být přístupné pouze pomocí hesla a jiné materiály mohou být volně přístupné veřejnosti. [8] [9]Pravidelně kontrolujte, zda je materiál stále dostupný pro zamýšlené publikum a zda materiál nebyl kompromitován vícenásobným použitím. [8]
- Transformace: V případě potřeby lze materiál převést do jiného digitálního formátu. [8]

Příležitostné akce:
- Likvidace: Zlikvidujte veškerý digitální materiál, který instituce nepovažuje za nezbytný. [8][9]
- Přehodnocení: Přehodnoťte materiál, abyste se ujistili, že je stále relevantní a odpovídá své původní podobě. [8][9]
- Migrace: Migrujte data do jiného formátu, abyste ochránili data pro lepší použití v budoucnu.[8]

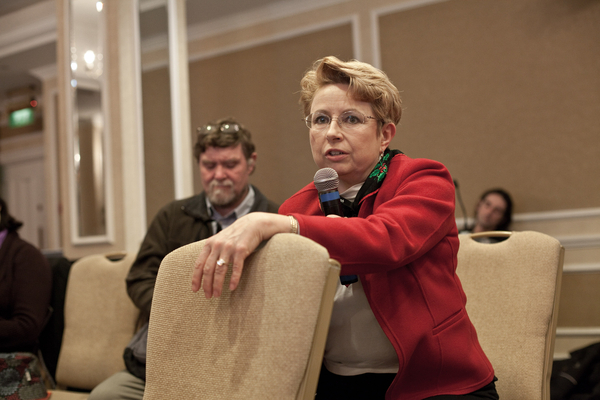
Helen Tibbo na International Digital Curation Conference v Bristolu

## Osoby spojené s digitálním kurátorstvím

### Helen Tibbo
Helen Tibbo je americká archivářka, profesorka a autorka píšící o digitálním uchovávání v archivní profesi. Je bývalou prezidentkou Společnosti amerických archivářů.